# Diócesis de Novara
La diócesis de Novara (en latín: Dioecesis Novariensis y en italiano: Diocesi di Novara) es una circunscripción eclesiástica de la Iglesia católica en Italia. Se trata de una diócesis latina, sufragánea de la arquidiócesis de Vercelli. Desde el 24 de noviembre de 2011 su obispo es Franco Giulio Brambilla.

## Territorio y organización

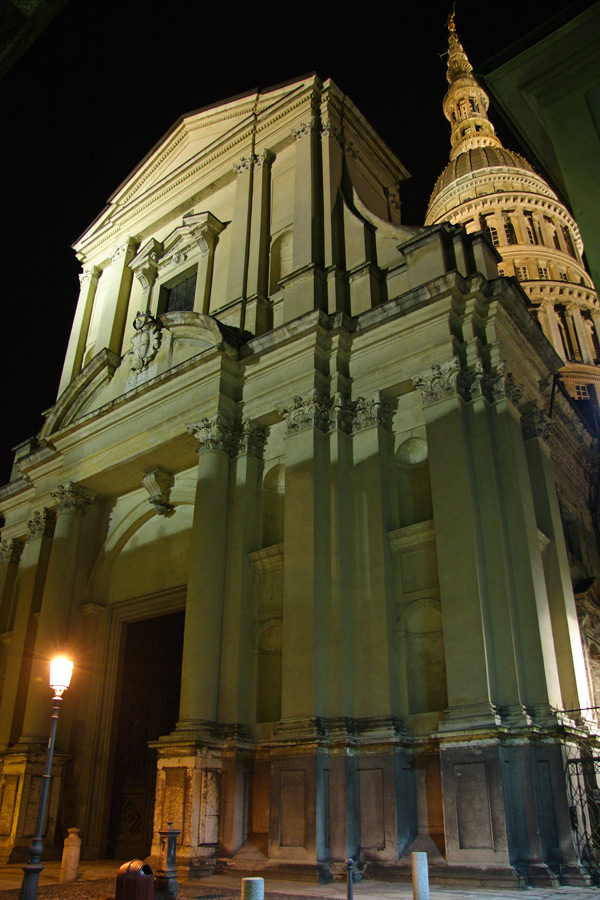
Basílica de San Gaudencio, en Novara

La diócesis tiene 4283 km² y extiende su jurisdicción sobre los fieles católicos de rito latino residentes en parte de la región de Piamonte, comprendiendo:
- la provincia de Novara, excepto las comunas de Biandrate, Casalbeltrame, Casaleggio Novara, Landiona, Recetto, San Nazzaro Sesia, Vicolungo y Vinzaglio, que pertenecen a la arquidiócesis de Vercelli;
- la provincia de Verbano-Cusio-Ossola;
- en la provincia de Vercelli la comuna de Villata y el territorio de la Valsesia.

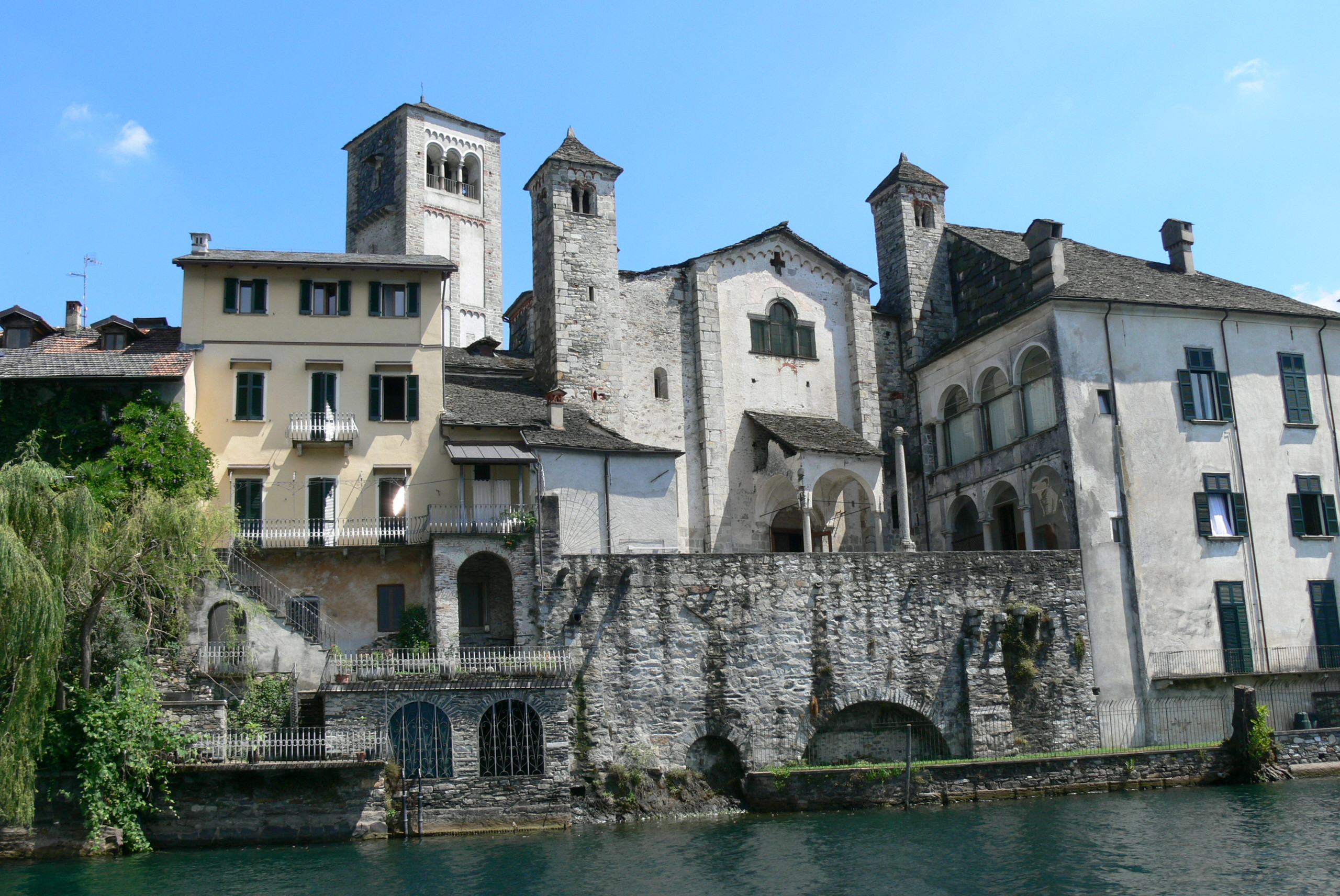
Basílica de San Jiulio, en la isla de San Giulio al centro del lago de Orta

La diócesis limita al norte con la diócesis de Sion y la diócesis de Lugano, ambas en territorio suizo; al este con la arquidiócesis de Milán; al sur con la diócesis de Vigevano y la arquidiócesis de Vercelli con la que limita al oeste, junto con la diócesis de Aosta. Por un breve tramo limita también con la diócesis de Biella.

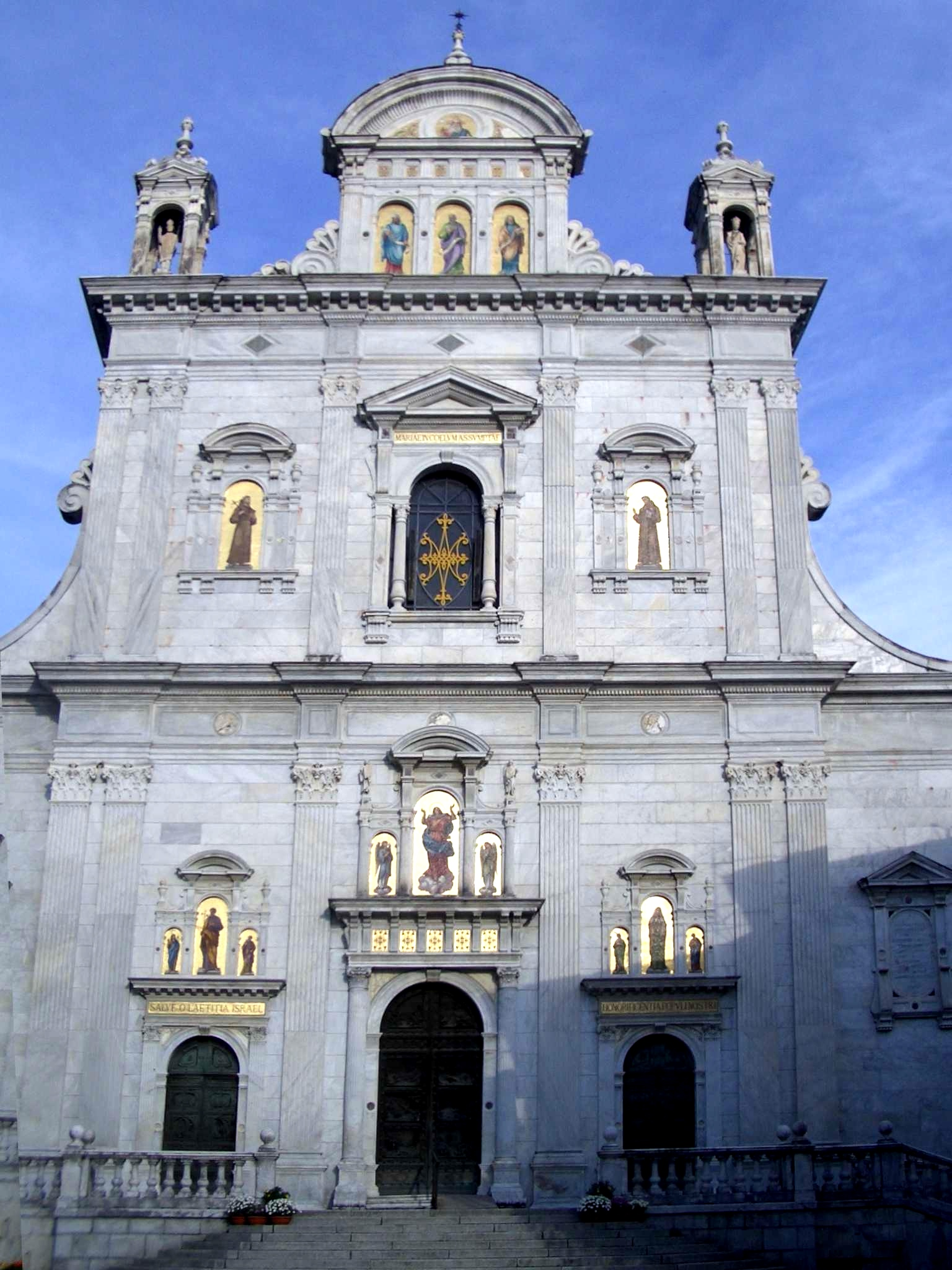
Basílica de la Asunción, en Sacro Monte di Varallo

La sede de la diócesis se encuentra en la ciudad de Novara, en donde se halla la Catedral de Santa María Asunta. En la diócesis existen 6 basílicas menores:
- la basílica de San Gaudencio, en Novara;
- la basílica de San Jiulio, en la isla de San Giulio al centro del lago de Orta;
- la basílica de la Asunción, en Sacro Monte di Varallo;
- la basílica de San Víctor, en Intra;
- la basílica santuario del Santísimo Crucifijo, en Boca;
- la basílica santuario de la Virgen del Sangue, en Re.

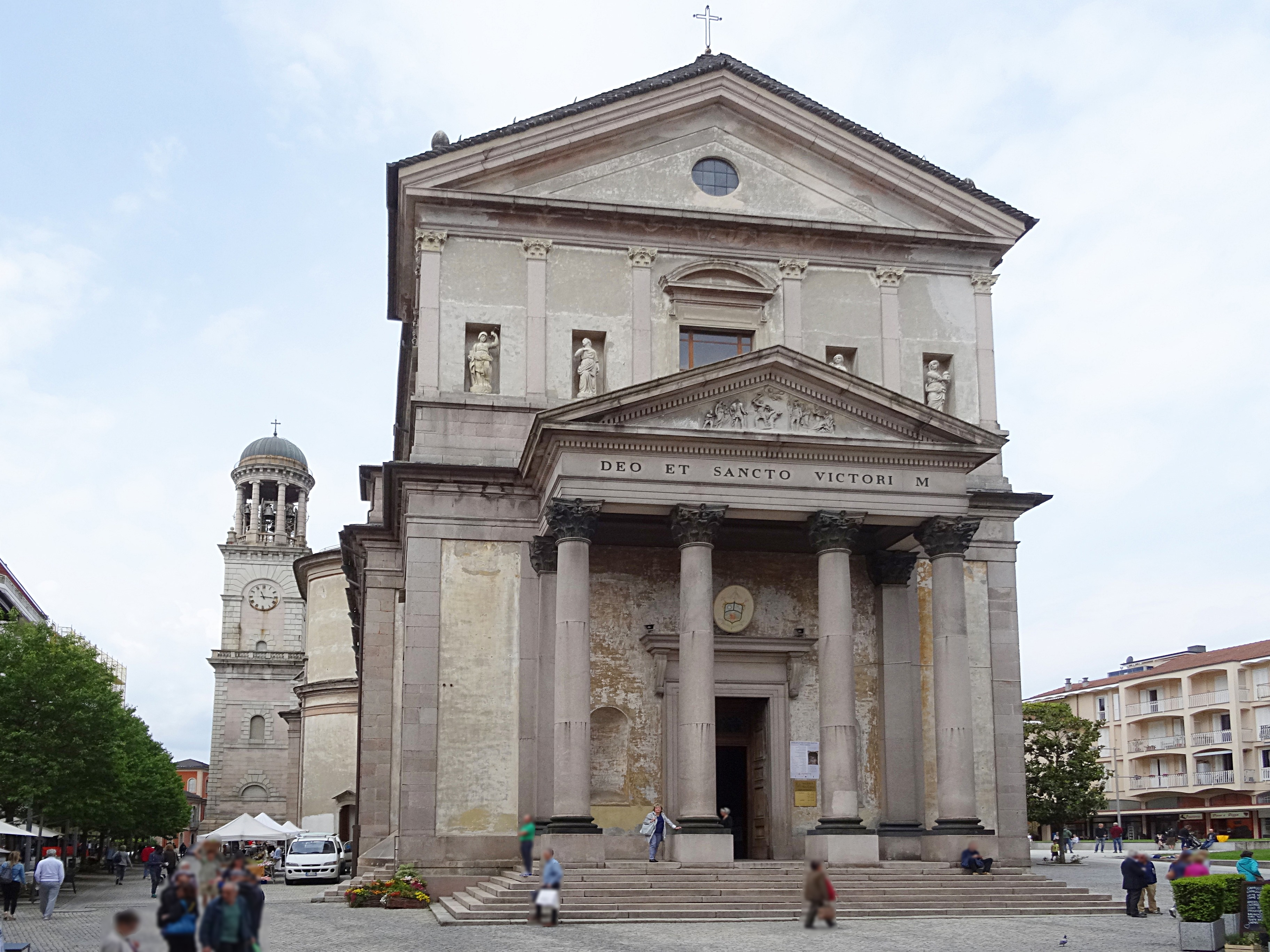
Basílica de San Víctor, en Verbania

En 2021 en la diócesis existían 343 parroquias agrupadas en 27 unidades pastorales misioneras, que a su vez están encabezadas por seis vicariatos: Novara ciudad, Ovest Ticino, Aronese y Borgomanerese, Laghi, Ossola y Valsesia.

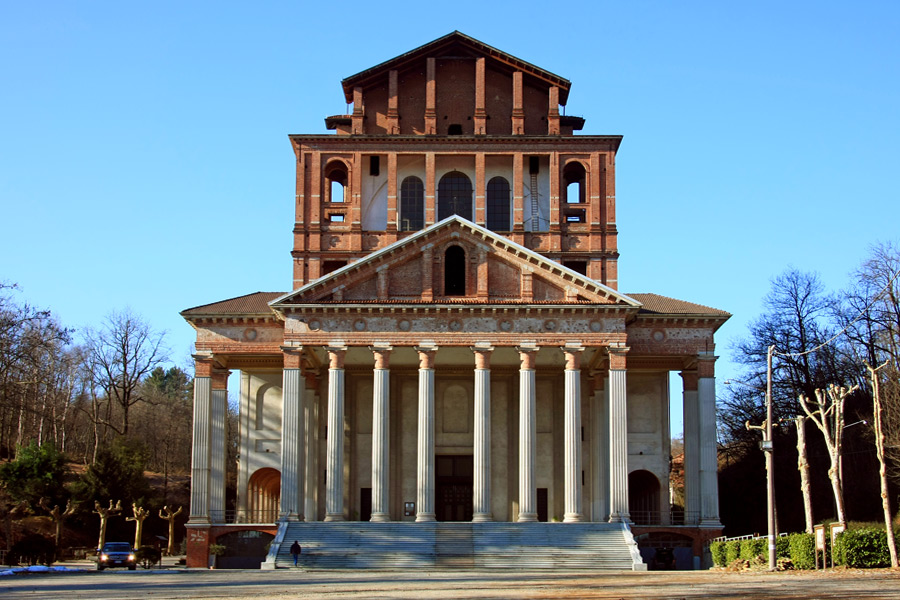
Basílica santuario del Santísimo Crucifijo, en Boca

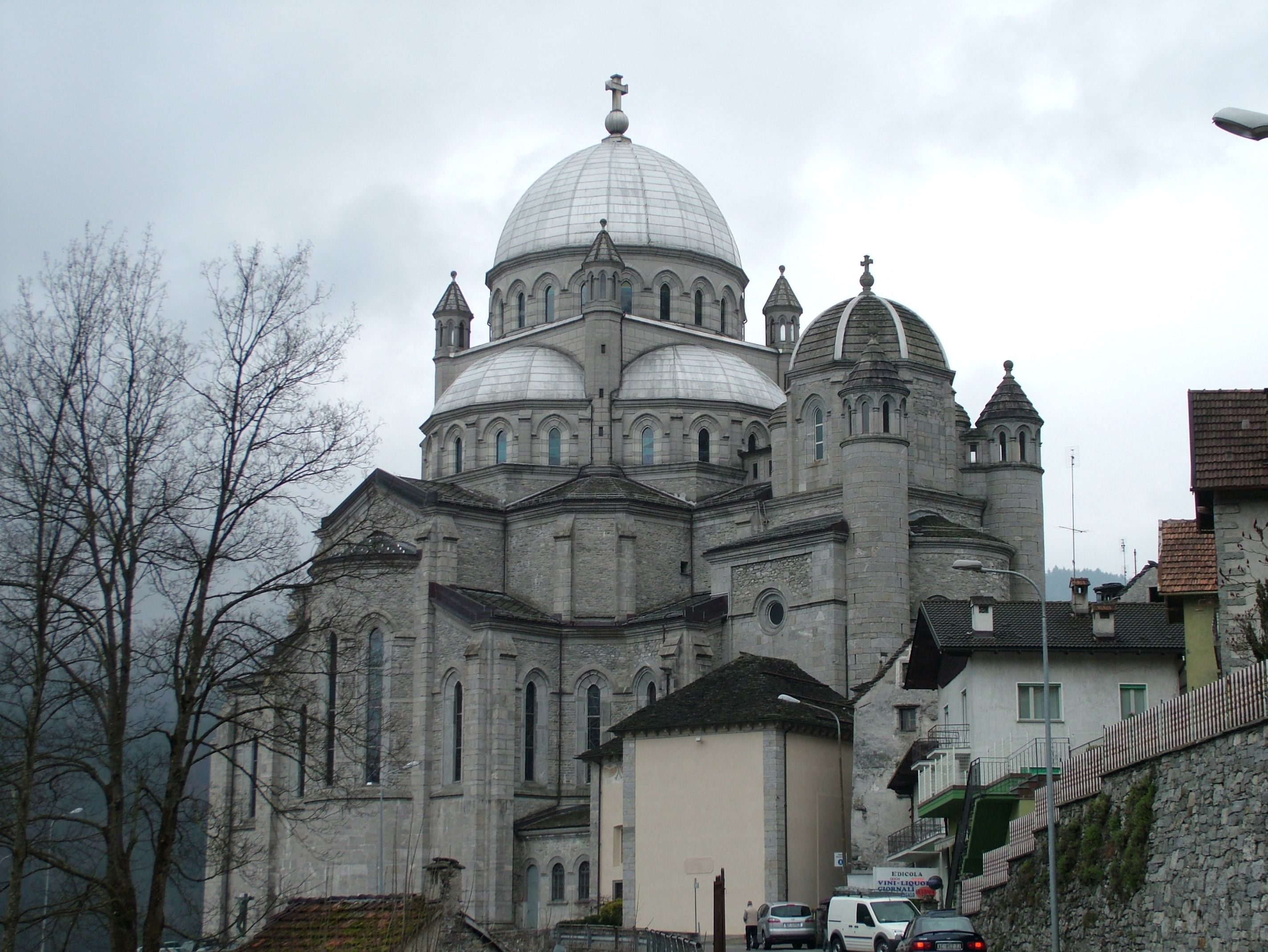
Basílica santuario de la Virgen del Sangue, en Re

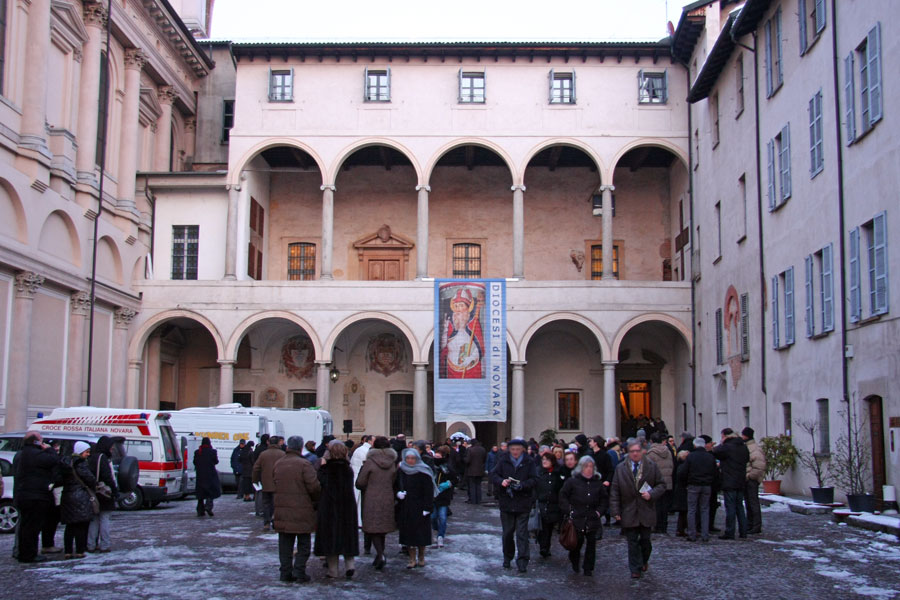
Palacio episcopal de Novara

## Historia
La diócesis se remonta al siglo IV, como sede sufragánea de la arquidiócesis de Milán. El protoobispo fue san Gaudencio, patrono de la diócesis, consagrada por san Simpliciano, sucesor de san Ambrosio; su vida fue escrita en el siglo VIII por orden del obispo Leone.
Novara es una de las pocas diócesis italianas de las que se conservan los dípticos con la cronología completa de los obispos desde los orígenes hasta la Edad Media: hay dos dípticos que han llegado hasta hoy, el de la catedral y el de la basílica de San Gaudencio. Sólo a partir del obispo Attho (principios del siglo IX) se encuentran ciertas referencias cronológicas en los dípticos, De los 31 obispos anteriores, son pocos los que históricamente están atestiguados también por otras fuentes. Entre ellos, el primero es Simpliciano, que participó en el sínodo provincial de Milán, convocado por el metropolitano Eusebio en 451 para aprobar el tomo del papa León Magno contra los monofisitas.
La primera mención del cabildo catedralicio se remonta a principios del siglo XI, el cual estaba compuesto por un arcediano, un arcipreste, un primicerio, un cantor, un gramático, un preboste, cuatro diáconos, diez subdiáconos y once sacerdotes.
Con el episcopado de Marco Aurelio Balbis Bertone llegó a su fin la alta signoria (es decir, la cuasi soberanía y superioridad feudal) de los obispos sobre la Riviera de San Giulio y Orta, sobre Gozzano y su iglesia parroquial y sobre Soriso. De hecho, Balbis Bertone cedió al Patrimonio Real del Reino de Cerdeña todos sus derechos sobre esos territorios mediante escritura firmada el 15 de junio de 1767 (aprobada con un rescripto del rey Carlos Manuel III de Cerdeña de 19 de junio de 1767 y del papa Clemente XIII mediante la bula Regimini universalis Ecclesiae, de fecha 18 de julio de 1767. Balbis Bertone reintrodujo para sí y sus sucesores a perpetuidad —es decir, sin necesidad de renovar nunca la investidura— de San Giulio y Orta con el título de marqués con cartas patentes de fecha 17 de junio de 1767. Luego obtuvo la erección del feudo en principado con cartas de patente del 19 de octubre de 1767: a partir de entonces él y sus sucesores se titularon "príncipes de San Giulio y Orta". Entre las localidades incluidas en la Riviera de San Giulio estaba también Vespolate. El marqués milanés Paolo Caroelli de Nibbiola y Garbagna, que había heredado de su padre el feudo de Vespolate (del cual su familia recibió la investidura con el título de señor del obispo de Novara), negó este feudo al Patrimonio Real del Reino de Cerdeña el 31 de julio de 1767. Balbis Bertone obtuvo de la Corona la concesión y enfeudamiento de Vespolate con cartas patentes de 31 de julio de 1767, siendo investido con el título de marqués para él y sus sucesores con cartas patentes de 31 de agosto de 1767.
El 17 de julio de 1817 la diócesis de Vercelli fue elevada al rango de arquidiócesis metropolitana mediante la bula Beati Petri del papa Pío VII; en esta ocasión Novara cedió 5 parroquias (Gravellona, Casolo Vecchio, Casolo Nuovo, Vignarello y Villanova) a la diócesis de Vigevano. El 26 de septiembre del mismo año, con el breve Cum per nostras literas, Novara se convirtió en sufragánea de Vercelli; al mismo tiempo se amplió con las parroquias del alto Verbano, que pertenecían a la arquidiócesis de Milán, pero que estaban ubicadas en el Reino saboyano.
El cardenal obispo Giuseppe Morozzo della Rocca obtuvo del rey de Cerdeña con cartas patentes del 7 de octubre de 1817 la erección del título de marqués de Vespolate al de príncipe, que se añadió así al de "príncipe de San Giulio y Orta" (también concedido a los obispos de Novara en 1767). Él y sus sucesores, por tanto, se titularon príncipes de San Giulio y Orta y príncipes de Vespolate.
En 1822 cedió las parroquias de Gondo y Sempione a la diócesis de Sion.
En 1829 recuperó la parroquia de Gravellona Lomellina de la diócesis de Vigevano, cediendo a cambio la parroquia de Sozzago. El 26 de junio de 2016, mediante el decreto Quo aptius de la Congregación para los Obispos, cedió nuevamente Gravellona Lomellina a Vigevano a cambio de Sozzago, restableciendo la situación anterior a 1829.
Franco Giulio Brambilla, en 2014, convocó el XXI Sínodo diocesano, cuyos contenidos, después de tres años de trabajo, fueron implementados en la diócesis ad experimentum en el año 2016-2017 y entraron en vigor el año siguiente. Además de indicar orientaciones pastorales que ponen en el centro el tema de los jóvenes y de la familia, el XXI Sínodo redefinió la organización de la diócesis, reduciendo los vicariatos de 8 a 6 e introduciendo 27 unidades pastorales misioneras, grupos de vecinos Las parroquias se reunieron para compartir recursos y llamados a un camino común.

## Estadísticas
Según el Anuario Pontificio 2022 la diócesis tenía a fines de 2021 un total de 521 730 fieles bautizados.
| Año                                                                             | Población            | Población | Población      | Sacerdotes | Sacerdotes    | Sacerdotes    | Bautizados por sacerdote | Diáconos permanentes | Religiosos | Religiosos | Parroquias |
| Año                                                                             | Bautizados católicos | Total     | % de católicos | Total      | Clero secular | Clero regular | Bautizados por sacerdote | Diáconos permanentes | Varones    | Mujeres    | Parroquias |
| ------------------------------------------------------------------------------- | -------------------- | --------- | -------------- | ---------- | ------------- | ------------- | ------------------------ | -------------------- | ---------- | ---------- | ---------- |
| 1950                                                                            | 419 500              | 420 000   | 99.9           | 840        | 610           | 230           | 499                      |                      | 190        | 2294       | 381        |
| 1970                                                                            | 538 000              | 540 000   | 99.6           | 538        | 538           |               | 1000                     |                      |            |            | 408        |
| 1980                                                                            | 540 000              | 566 689   | 95.3           | 683        | 475           | 208           | 790                      | 4                    | 281        | 1932       | 419        |
| 1990                                                                            | 567 000              | 589 000   | 96.3           | 634        | 454           | 180           | 894                      | 9                    | 212        | 1430       | 346        |
| 1999                                                                            | 512 000              | 530 000   | 96.6           | 549        | 413           | 136           | 932                      | 13                   | 193        | 1180       | 346        |
| 2000                                                                            | 510 000              | 529 000   | 96.4           | 538        | 406           | 132           | 947                      | 12                   | 187        | 1170       | 346        |
| 2001                                                                            | 528 000              | 533 650   | 98.9           | 537        | 402           | 135           | 983                      | 13                   | 191        | 1210       | 346        |
| 2002                                                                            | 518 300              | 530 300   | 97.7           | 536        | 399           | 137           | 966                      | 13                   | 198        | 1185       | 346        |
| 2003                                                                            | 517 600              | 529 900   | 97.7           | 528        | 396           | 132           | 980                      | 15                   | 177        | 1160       | 346        |
| 2004                                                                            | 525 265              | 545 065   | 96.4           | 521        | 388           | 133           | 1008                     | 15                   | 176        | 1125       | 346        |
| 2010                                                                            | 527 900              | 562 000   | 93.9           | 465        | 357           | 108           | 1135                     | 19                   | 148        | 960        | 346        |
| 2013                                                                            | 534 900              | 569 800   | 93.9           | 508        | 332           | 176           | 1052                     | 21                   | 206        | 782        | 346        |
| 2016                                                                            | 531 000              | 567 684   | 93.5           | 478        | 306           | 172           | 1110                     | 21                   | 205        | 750        | 346        |
| 2019                                                                            | 528 000              | 564 900   | 93.5           | 455        | 277           | 178           | 1160                     | 20                   | 209        | 698        | 346        |
| 2021                                                                            | 521 730              | 562 750   | 92.7           | 329        | 258           | 71            | 1585                     | 19                   | 102        | 632        | 343        |
| Fuente: Catholic-Hierarchy, que a su vez toma los datos del Anuario Pontificio. |                      |           |                |            |               |               |                          |                      |            |            |            |

### Vida consagrada
En el territorio de la diócesis, desempeñan su labor carismática religiosos y religiosas. Numerosos son los institutos de vida consagrada y las sociedades de vida apostólica que trabajan en la diócesis. Entre estos, cabe destacar dos institutos que nacieron en ella: las Hermanas Ministras de la Caridad de San Vicente de Paúl, fundadas en 1733 por Giovanni Battista Leonardi y Pietro De Luigi; y las Hermanas de la Caridad bajo la protección de San Vicente de Paúl, fundadas por el obispo Giuseppe Castelli en 1839.

## Episcopologio

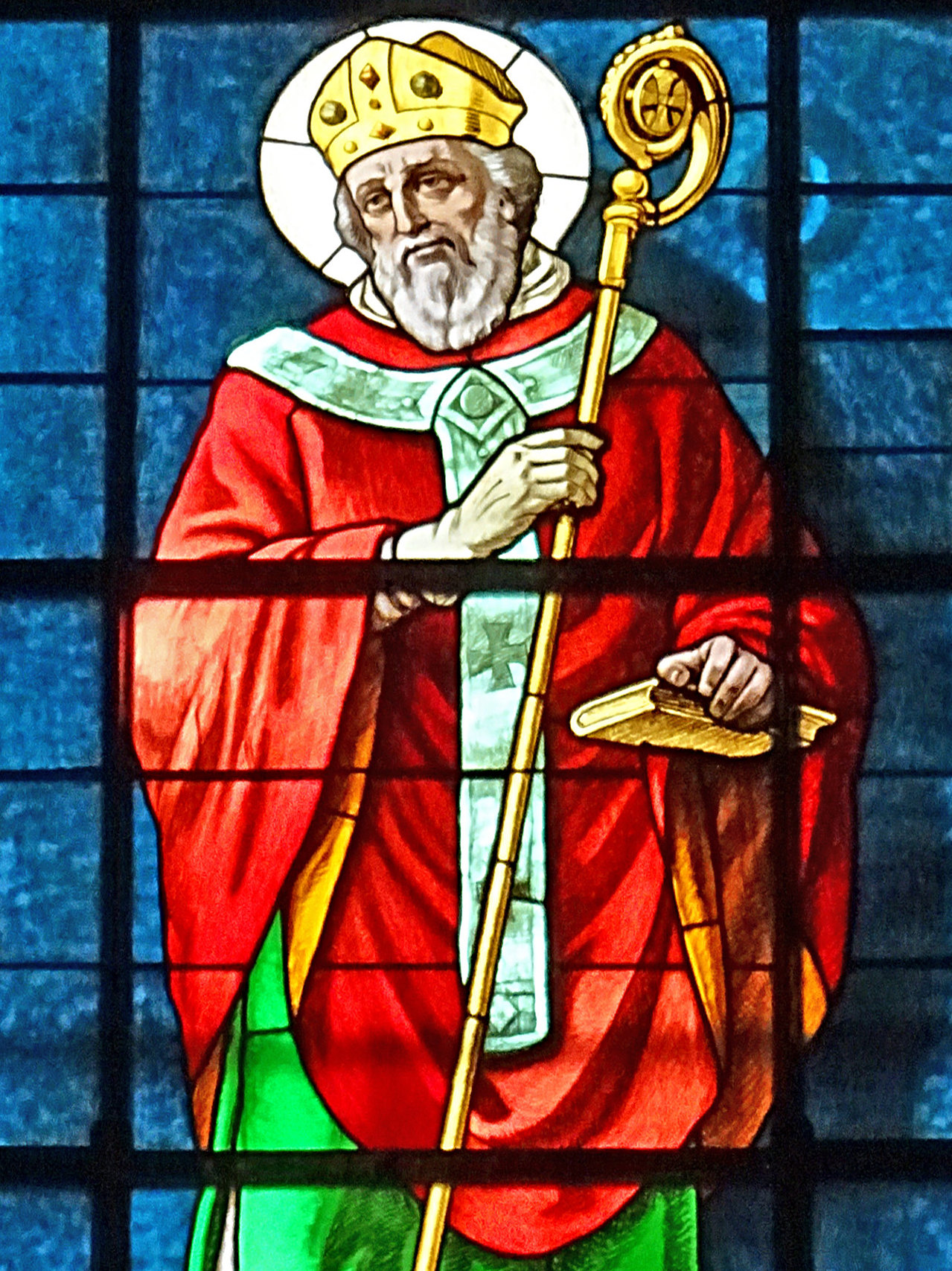
Gaudencio, considerado santo en la Iglesia católica, fue el fundador de la diócesis y primer obispo de Novara

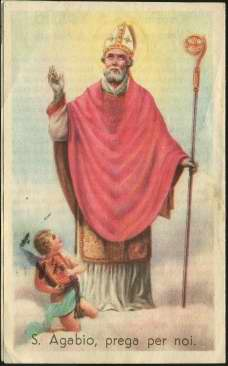
Agabio, segundo obispo de Novara, también es venerado como santo en la Iglesia católica

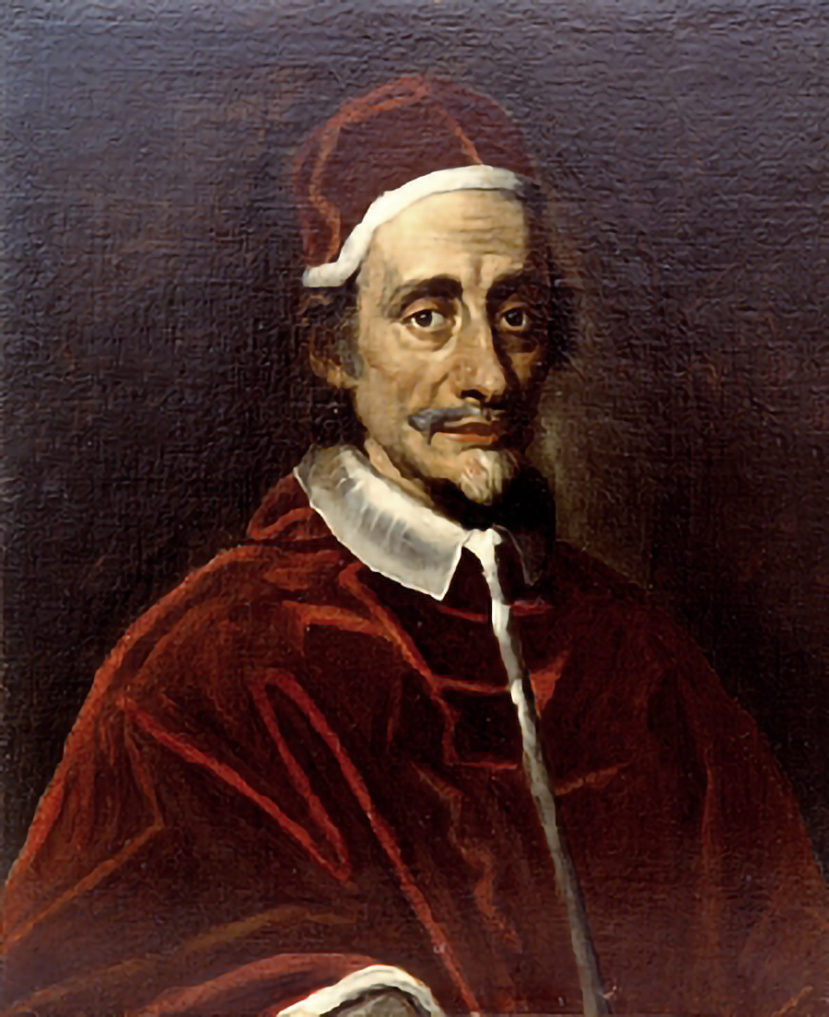
Benedetto Odescalchi (1339-1410), quien más tarde sería elegido papa con el nombre de Inocencio XI y que actualmente se considera beato en la Iglesia católica, gobernó la diócesis de Novara entre 1650 y 1656

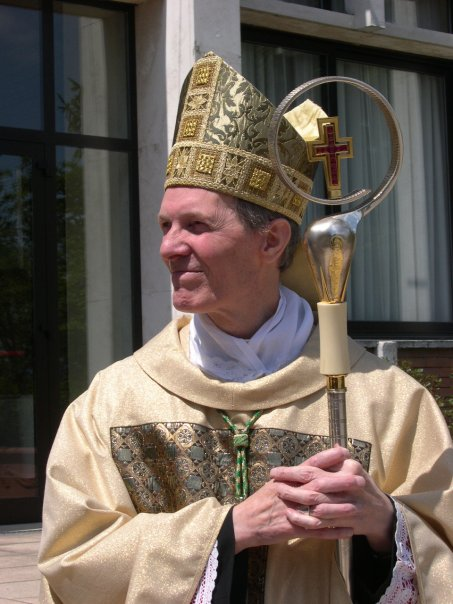
El cardenal Renato Corti es el inmediato predecesor del actual obispo y, como de costumbre en el catolicismo, posee el título de obispo emérito

- San Gaudenzio † (397-22 de enero de 417 falleció)[9]
- San Agabio †
- San Lorenzo †
- Diogene †
- Pascenzio †
- Simpliciano † (mencionado en 451)
- Vittore †
- Pagaziano †
- Onorato † (primer decenio del siglo VI)
- Opilio †
- Ambrogio I †
- Filacrio o Ilario † (circa 538-15 de diciembre de 553 o 554 falleció)
- Agnello †
- Spettabile †
- Marcello †
- Severo †
- Lupicino †
- Probino o Urbano †
- Vigilio †
- Flavino o Flaviano †
- Pramfronio o Pamfronio †
- Graziano † (mencionado en 680)
- Probo †
- Laureolo †
- Leone † (siglo VIII)
- Ambrogio II †
- Grazioso † (mencionado en 729)
- Benedetto †
- Pietro I †
- Sicardo †
- Tito Levita † (circa 780-circa 800 falleció)
- Attone † (noviembre de 800-febrero de 830 falleció)
- San Adalgisio † (febrero de 830-abril de 848 falleció)
- Oddone I † (abril de 848-septiembre de 858 falleció)
- Deutemiro † (septiembre de 858-869 falleció)
- Notingo † (mayo de 869-septiembre de 879 falleció)
- Lamberto † (octubre de 879-febrero de 881 falleció)
- Ernusto o Ernulfo † (febrero de 881-agosto de 882 falleció)
- Cadulto † (agosto de 882-5 de abril de 891 falleció)
- Liuterio † (abril de 891-febrero de 895 falleció)
- Garibaldo † (febrero de 895-9 de mayo de 902 falleció)
- Dagiberto il Pio (mayo de 902-julio de 940 falleció)
- Rodolfo † (julio de 940-agosto de 957 falleció)
- Pietro II † (agosto de 957-diciembre de 964 falleció)
- Aupaldo † (diciembre de 964-abril/mayo de 993 falleció)
- Pietro III † (993-febrero de 1032 falleció)
- Gualberto di Pombia † (1032-febrero de 1039)
- Riprando di Pombia † (2 de febrero de 1039-21 de diciembre de 1053 falleció)
- Oddone II el Prudentísimo † (10 de junio de 1054-18 de agosto de 1079 falleció)
- Alberto † (fines de 1080-inicios de 1083 falleció)
  - Anselmo † (1083-circa 1114) (antiobispo)
  - Eppone † (circa 1114-1116) (antiobispo)
- Riccardo † (2 de septiembre de 1116-25 de julio de 1123 falleció)
- Litifredo † (1123-17 de mayo de 1151 falleció)
- Guglielmo Tornielli † (2 de noviembre de 1153-circa 1168 depuesto)
- Guglielmo Faletti † (antes del 6 de noviembre de 1168-circa 1172)
- Bonifacio † (antes del 3 de noviembre de 1172-después del 8 de diciembre de 1191)
- Ottone † (circa 1192-después del 9 de junio de 1196)
- Pietro IV † (1196-1209?)
  - Gerardo da Sessa, O.Cist. † (1209-4 de mayo de 1211 nombrado arzobispo de Milán) (obispo electo)
- Oldeberto Tornielli † (21 de mayo de 1213-15 de marzo de 1235 falleció)
- Odemaro Buzio † (1 de octubre de 1235-10 de abril de 1249 falleció)
- Sigebaldo Caballazio † (antes del 28 de julio de 1249-1269 falleció)[nota 1]
  - Sede vacante (1269-1287)[nota 2]
- Englesio Caballazio, O.F.M. † (14 de febrero de 1287-20 de enero de 1291 falleció)
  - Sede vacante (1291-1296)
  - Mateo I Visconti † 8 de febrero de 1291-1296) (obispo electo)
- Papiniano della Rovere † (4 de febrero de 1296-3 de junio de 1300 nombrado obispo de Parma)
  - Sede vacante (1300-1303)
- Bartolomeo II Querini † (8 de enero de 1303-10 de enero de 1304 nombrado obispo de Trento)
- Uguccio Borromeo † (19 de febrero de 1304-1329 falleció)
  - Giovanni de Spaim † (1329-?) (antiobispo)
- Giovanni Visconti † (1 de agosto de 1331-17 de julio de 1342 nombrado arzobispo de Milán)
- Guglielmo da Cremona, O.S.A. † (17 de julio de 1342-29 de enero de 1356 falleció)[nota 3]
- Oldrado Maineri † (12 de octubre de 1356-circa 1388 falleció)
- Pietro Filargo, O.F.M. † (18 de septiembre de 1389-17 de mayo de 1402 nombrado arzobispo de Milán, sucesivamente electo antipapa con el nombre de Alejandro V)
- Giovanni Capogallo, O.S.B. † (4 de agosto de 1402-15 de junio de 1413 falleció)
- Pietro de Giorgi † (15 de febrero de 1413-4 de noviembre de 1429 nombrado arzobispo de Génova)
- Bartolomeo Visconti † (4 de noviembre de 1429-28 de abril de 1457 falleció)
- Jacopo Filippo Crivelli † (30 de mayo de 1457-1466 falleció)
- Bernardo Rossi † (8 de octubre de 1466-1468 falleció)
- Giovanni Arcimboldi † (21 de noviembre de 1468-25 de octubre de 1484 nombrado arzobispo de Milán)
  - Ascanio Sforza † (25 de octubre de 1484-1484 renunció) (administrador apostólico)
- Gerolamo Pallavicini † (18 de abril de 1485-18 de agosto de 1503 falleció)
  - Ascanio Sforza † (1503-28 de mayo de 1505 falleció) (administrador apostólico por segunda vez)
  - Federico Sanseverino † (30 de mayo de 1505-24 de octubre de 1511 depuesto) (administrador apostólico)
  - Mateo Schinner † (6 de febrero de 1512-1516 renunció) (administrador apostólico)
  - Federico Sanseverino † (1516-7 de agosto de 1516 falleció) (administrador apostólico por segunda vez)
  - Antonio Maria Ciocchi del Monte † (19 de abril de 1516-1521 renunció) (administrador apostólico)
  - Matteo Schiner † (1521-30 de septiembre de 1522 falleció) (administrador apostólico por segunda vez)
  - Antonio Maria Ciocchi del Monte † (30 de septiembre de 1522-20 de diciembre de 1525 renunció) (administrador apostólico por segunda vez)
  - Ermete Stampa † (20 de diciembre de 1525-1526 falleció) (obispo electo)
- Giovannangelo Arcimboldi † (2 de marzo de 1526-19 de marzo de 1550 nombrado arzobispo de Milán)
  - Hipólito II de Este † (19 de marzo de 1550-18 de noviembre de 1551 renunció) (administrador apostólico)
  - Giulio della Rovere † (18 de noviembre de 1551-12 de septiembre de 1552 renunció) (administrador apostólico)
- Giovanni Gerolamo Morone † (12 de septiembre de 1552-13 de marzo de 1560 renunció)
- Giovanni Antonio Serbelloni † (13 de marzo de 1560-1574 renunció)
- Romolo Archinto † (26 de abril de 1574-4 de septiembre de 1576 falleció)
- Gerolamo Ragazzoni † (19 de septiembre de 1576-19 de julio de 1577 nombrado obispo de Bérgamo)
- Pomponio Cotta † (19 de julio de 1577-11 de septiembre de 1579 falleció)[nota 4]
- Francesco Bossi † (21 de octubre de 1579-18 de septiembre de 1584 falleció)[nota 5]
- Gaspare Visconti † (5 de noviembre de 1584-28 de noviembre de 1584 nombrado arzobispo de Milán)
- Cesare Speciano † (28 de noviembre de 1584-30 de enero de 1591 nombrado obispo de Cremona)
- Pietro Martire Ponzone † (8 de febrero de 1591-19 de noviembre de 1592 falleció)
- Carlo Bascapè, B. † (8 de febrero de 1593-6 de octubre de 1615 falleció)
- Ferdinando Taverna † (16 de noviembre de 1615-29 de agosto de 1619 falleció)
- Ulpiano (Volpiano) Volpi † (13 de noviembre de 1619-10 de marzo de 1629 falleció)
- Giovanni Pietro Volpi † (10 de marzo de 1629 por sucesión-12 de septiembre de 1636 falleció)
- Antonio Tornielli † (15 de diciembre de 1636-8 de marzo de 1650 falleció)
- Beato Benedetto Odescalchi † (4 de abril de 1650-6 de marzo de 1656 renunció)
- Giulio Maria Odescalchi, O.S.B. † (6 de marzo de 1656-28 de agosto de 1666 falleció)
- Giuseppe Maria Maraviglia, C.R. † (12 de diciembre de 1667-19 de septiembre de 1684 falleció)
  - Sede vacante (1684-1688)
  - Celestino Sfondrati, O.S.B. † (1685-4 de septiembre de 1686 nombrado abad de San Galo) (obispo electo)
- Giovanni Battista Visconti, B. † (31 de mayo de 1688-10 de agosto de 1713 falleció)
- Giberto Borromeo † (17 de enero de 1714-22 de enero de 1740 falleció)
- Bernardino Ignazio Roero di Cortanze, O.F.M.Cap. † (18 de septiembre de 1741-26 de octubre de 1747 falleció)
- Giovanni Battista Baratta, C.O. † (29 de enero de 1748-11 de abril de 1748 falleció)
- Ignazio Roero Sanseverino † (15 de julio de 1748-10 de septiembre de 1756 falleció)
- Marco Aurelio Balbis Bertone † (3 de enero de 1757-17 de mayo de 1789 falleció)
  - Sede vacante (1789-1791)
- Carlo Luigi Buronzo del Signore † (26 de septiembre de 1791-24 de julio de 1797 nombrado arzobispo de Turín)
- Vittorio Filippo Melano, O.P. † (24 de julio de 1797-23 de diciembre de 1813 falleció)
  - Sede vacante (1813-1817)
- Giuseppe Morozzo Della Rocca † (1 de octubre de 1817-22 de marzo de 1842 falleció)
- Giacomo Filippo Gentile † (27 de enero de 1843-23 de octubre de 1875 falleció)
- Stanislao Eula † (28 de enero de 1876-10 de abril de 1886 falleció)
- Davide Riccardi † (7 de junio de 1886-14 de diciembre de 1891 nombrado arzobispo de Turín)
- Edoardo Pulciano † (11 de julio de 1892-16 de diciembre de 1901 nombrado arzobispo de Génova)
- Mattia Vicario † (16 de diciembre de 1901-5 de marzo de 1906 falleció)
- Giuseppe Gamba † (13 de agosto de 1906-20 de diciembre de 1923 nombrado arzobispo de Turín)
- Giuseppe Castelli † (21 de octubre de 1924-12 de septiembre de 1943 falleció)
- Leone Giacomo Ossola, O.F.M.Cap. † (9 de septiembre de 1945-11 de junio de 1951 renunció[nota 6])
- Gilla Vincenzo Gremigni, M.S.C. † (29 de junio de 1951-7 de enero de 1963 falleció)
- Placido Maria Cambiaghi, B. † (28 de febrero de 1963-30 de octubre de 1971 renunció)
- Aldo Del Monte † (15 de enero de 1972-19 de diciembre de 1990 retirado)
- Renato Corti † (19 de diciembre de 1990-24 de noviembre de 2011 retirado)
- Franco Giulio Brambilla, desde el 24 de noviembre de 2011